# بونتوس إنجبلوم
بونتوس إنجبلوم (بالسويدية: Pontus Engblom) مواليد 3 نوفمبر 1991 في سندسفال، هو لاعب كرة قدم سويدي. يلعب كلاعب وسط.

## المسيرة الاحترافية

### أندية لعب لها
- أيك سولنا

## روابط خارجية
- بونتوس إنجبلوم على موقع الاتحاد الأوربي (الإنجليزية)
- بونتوس إنجبلوم على موقع اتحاد النرويج (النرويجية)
- بونتوس إنجبلوم على موقع اتحاد السويد (السويدية)
- بونتوس إنجبلوم على موقع قاعدة بيانات كرة القدم.إي يو (الإنجليزية)
- بونتوس إنجبلوم على موقع Soccerway.com (الإنجليزية)
- بونتوس إنجبلوم على موقع عالم كرة القدم.نت (الإنجليزية)